# چهارگوش (مجموعه تلویزیونی)
چهارگوش (به انگلیسی: The Quad) یک سریال درام آمریکایی است که توسط فیلیسیا دی. هندرسون و چارلز هلند ساخته شده‌است و در شبکه BET پخش می‌شود. این سریال در اول فوریه ۲۰۱۷ با یک فیلم آزمایشی ۲ ساعته به نمایش درآمد. در ۲۷ آوریل ۲۰۱۷، BET سریال را برای فصل دوم تمدید کرد، که در ۲۳ ژانویه ۲۰۱۸ منتشر شد. در تاریخ ۹ آوریل ۲۰۱۸، BET سریال را لغو کرد.

## بازیگران و شخصیت‌ها
- آنیکا نونی رز به عنوان دکتر ایوا فلتچر
- جاز ریکول به عنوان سیدنی فلچر
- پیتون الکس اسمیت به عنوان سدریک هابز
- روبن سانتیاگو-هادسون به عنوان سیسیل دایموند
- زو رنه در نقش نونی ویلیامز
- میشل دی فرایتس به عنوان مدیسون کلی
- جیک آلیان به عنوان بژوهن فولسوم
- شان بلاکمور به عنوان یوجین هاردویک
- ای. راجر میچل به عنوان کارلتون پتویوی
- یاسمین گای به عنوان الا گریس کالدول[۷]
- کاتلین سیمون به عنوان برووین
- اریکا میشل به عنوان ایبونی

## پذیرش انتقادی
چهارگوش از منتقدان تلویزیونی نظرات مثبتی دریافت کرده‌است. در راتن تومیتوز، براساس ۵ بررسی، ۱۰۰٪ امتیاز دارد.
در متاکریتیک، این فصل از ۷۰ از ۱۰۰ امتیاز، بر اساس ۶ منتقد، نشان دهنده «بررسی به طور کلی مطلوب» است.